# La Tinajera
La Tinajera es una localidad tipo congregación del municipio de Cajeme ubicada en el sur del estado mexicano de Sonora, en la zona del valle del Yaqui. Según los datos del Censo de Población y Vivienda realizado en 2020 por el Instituto Nacional de Estadística y Geografía (INEGI), La Tinajera tiene un total de 375 habitantes.

## Geografía
La Tinajera se sitúa en las coordenadas geográficas 27°33'16" de latitud norte y 110°00'46" de longitud oeste del meridiano de Greenwich, a una elevación de 30 metros sobre el nivel del mar.

## Gobierno
La Tinajera es una de las delegaciones de las que está a cargo la comisaría de Cócorit. Por lo que el comisariado y el gobierno municipal de Cajeme designan a un delegado a cargo de la localidad para un periodo de 3 años generalmente.